# Phytoecia fuscolateralis
Phytoecia fuscolateralis là một loài bọ cánh cứng trong họ Cerambycidae.